# Johan van Rijswijck
Johan van Rijswijck (* um 1550 in Middelburg (?); † 25. Januar 1612 in Varenholz) war ein niederländischer Festungsbaumeister.

## Biografie
Johan van Rijswijck stammte aus einem Brabanter Adelsgeschlecht. Er wurde Ingenieur und Festungsbaumeister. Als solcher stand er 1586 bis 1600 im Dienst von Moritz von Oranien. Er entwarf einige Festungsbauten in den Niederlanden. Seit 1600 war er im Dienst des Grafen Simon VI. zur Lippe. Er war seitdem mit dem Bau von Festungen in Norddeutschland beschäftigt für die Städte Lipperode (1600), Bremen (1601 und 1603), Lingen (1602), Lübeck (1604) und Hamburg (1608). Nach einer kurzen Tätigkeit für die Stadt Ulm war er um 1609 wieder für die Grafschaft Lippe-Detmold tätig. Hier wurde er Lippischer Geheimer Rat.

### Festung in Bremen

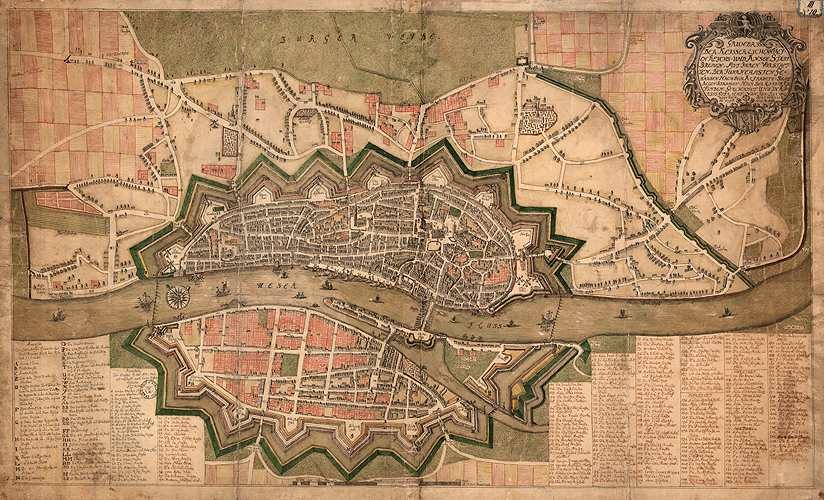
Bremen als Festung; oben die Altstadt und unten die Neustadt

Um 1599/1600 bemühte sich der Bremer Rat um einen erfahrenen Festungsbauer. Wilhelm Ludwig, Graf von Nassau-Dillenburg schlug dafür van Rijswijk vor, der gerade in Lipperode Festungspläne entwickelte, so dass er erst 1601 in Bremen beginnen konnte. Er beschrieb die vorhandenen Mängel und sprach sich für eine Befestigungsanlage „mitt sieben Bollwerken“ auf der Neustadtseite aus und für einen totalen Umbau der Bremer Stadtmauer vor der Altstadt. 1602 begann man nach seinen Plänen mit den Baumaßnahmen im Westen zwischen Weser bis zum Dovetor und nach Unterbrechungen im Bereich Ostertor bis Herdentor. Ab 1611 setzte der niederländische Rijswijck-Schüler Johan van Valckenburgh (um 1575–1625) als Planer der Festungsanlagen die Arbeiten fort, die auf der Neustadtseite 1627 vollendet wurden.